# Талал Хаджі
Тала Абу Бакр Хаджі (араб. طلال أبوبكر حاجي; нар. 16 вересня 2007, Джидда) — саудівський футболіст, нападник клубу «Аль-Іттіхад» та збірної Саудівської Аравії.

## Клубна кар'єра
Вихованець футбольної академії клубу «Аль-Іттіхад». 21 вересня 2023 року дебютував в основному складі «Аль-Іттіхада», вийшовши на заміну Ромаріньйо в матчі саудівської Про-ліги проти «Аль-Фатеха», у віці 16 років і 5 днів став наймолодшим гравцем в історії турніру. 8 березня 2024 року забив свій перший гол за «Аль-Іттіхад» у матчі саудівської Про-ліги проти клубу «Аль-Ухдуд».

## Кар'єра у збірній
У складі збірної Саудівської Аравії до 17 років 2022 року зіграв на юнацькому Кубку арабських націй в Алжіре. Зробив хет-трики у матчах проти Лівану та Іраку, а також забив гол у матчі проти Сирії. Став найкращим бомбардиром турніру з 7 забитими м'ячами.
Влітку 2023 року зіграв на чемпіонаті Азії до 17 років. На турнірі забив два голи у матчі проти Таджикистану, отримавши нагороду «Найкращий гравець матчу» від Азійської футбольної конфедерації.
У січні 2024 року, після відсторонення трьох гравцівзбірної Саудівської Аравії з різних дисциплінарних причин, Хаджі був включений до складу команди на Кубок Азії 2023 року, таким чином ставши наймолодшим гравцем в історії, який взяв участь у змаганнях у віці 16 років і 118 днів. 25 січня 2024 року він дебютував на міжнародній рівні в грі групового етапу проти Таїланду. Він став наймолодшим гравцем в історії Кубка Азії у віці 16 років 4 місяців і 9 днів.

## Особисте життя
Хаджі народився в Джидді в родині сомалійців.